# Museum of Funeral Customs

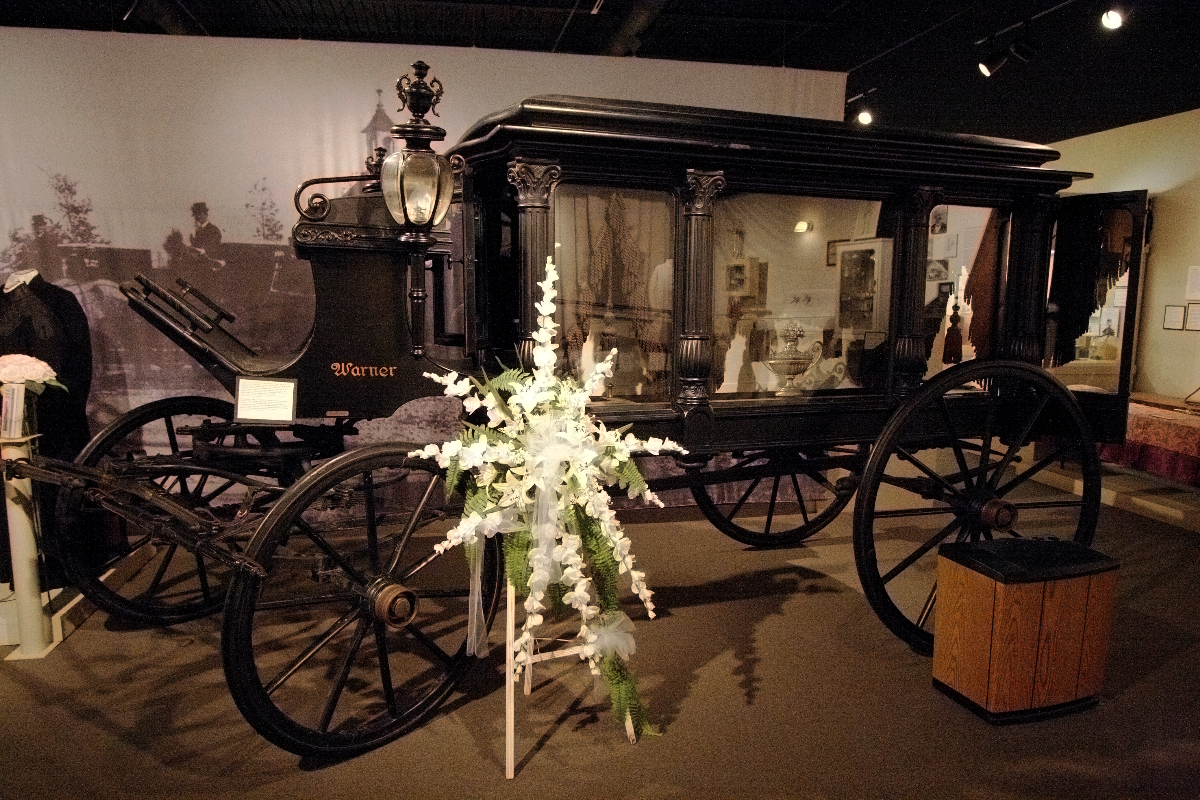
Trauerkutsche

Das Museum of Funeral Customs befand sich an der 1440 Monument Ave. in Springfield, Illinois Vereinigte Staaten. Es widmete sich US-amerikanischer Bestattungs- und Trauerkultur. Es befand sich in der Nähe des Oak Ridge Cemetery, wo sich Abraham Lincolns Grab befindet.

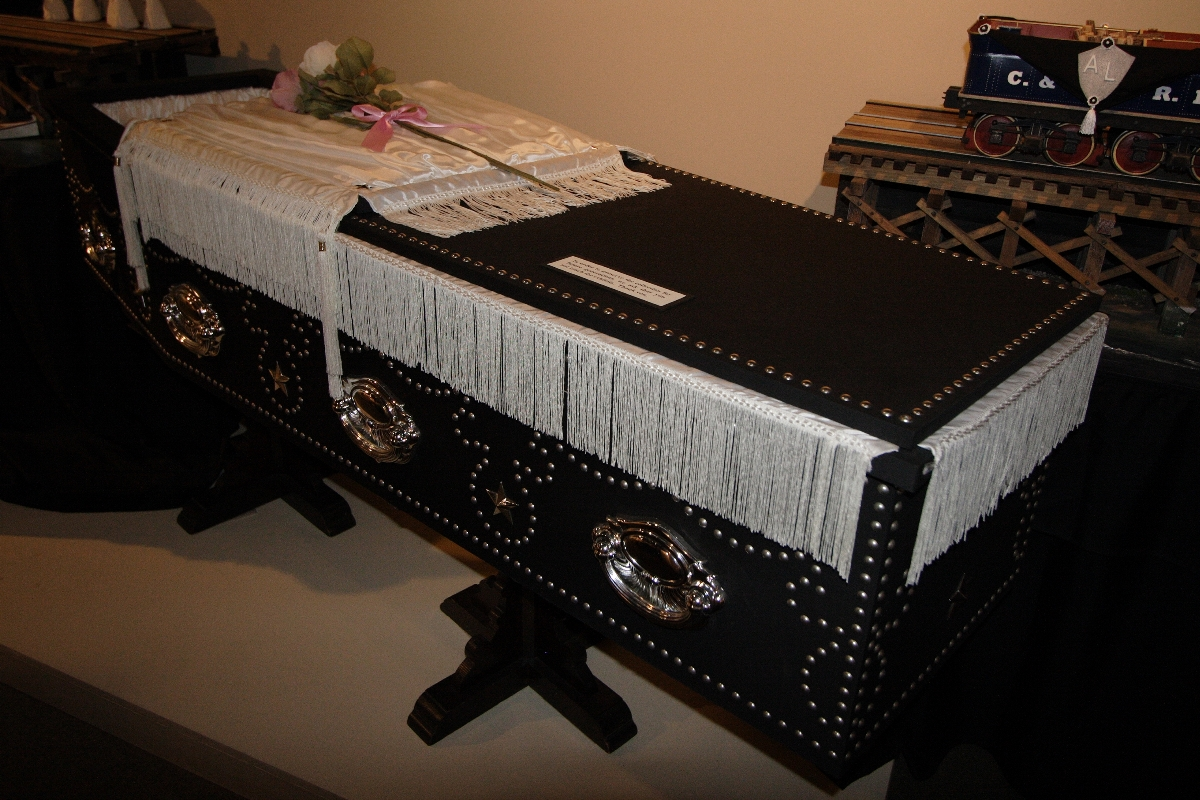
Replik des Sargs von Abraham Lincoln

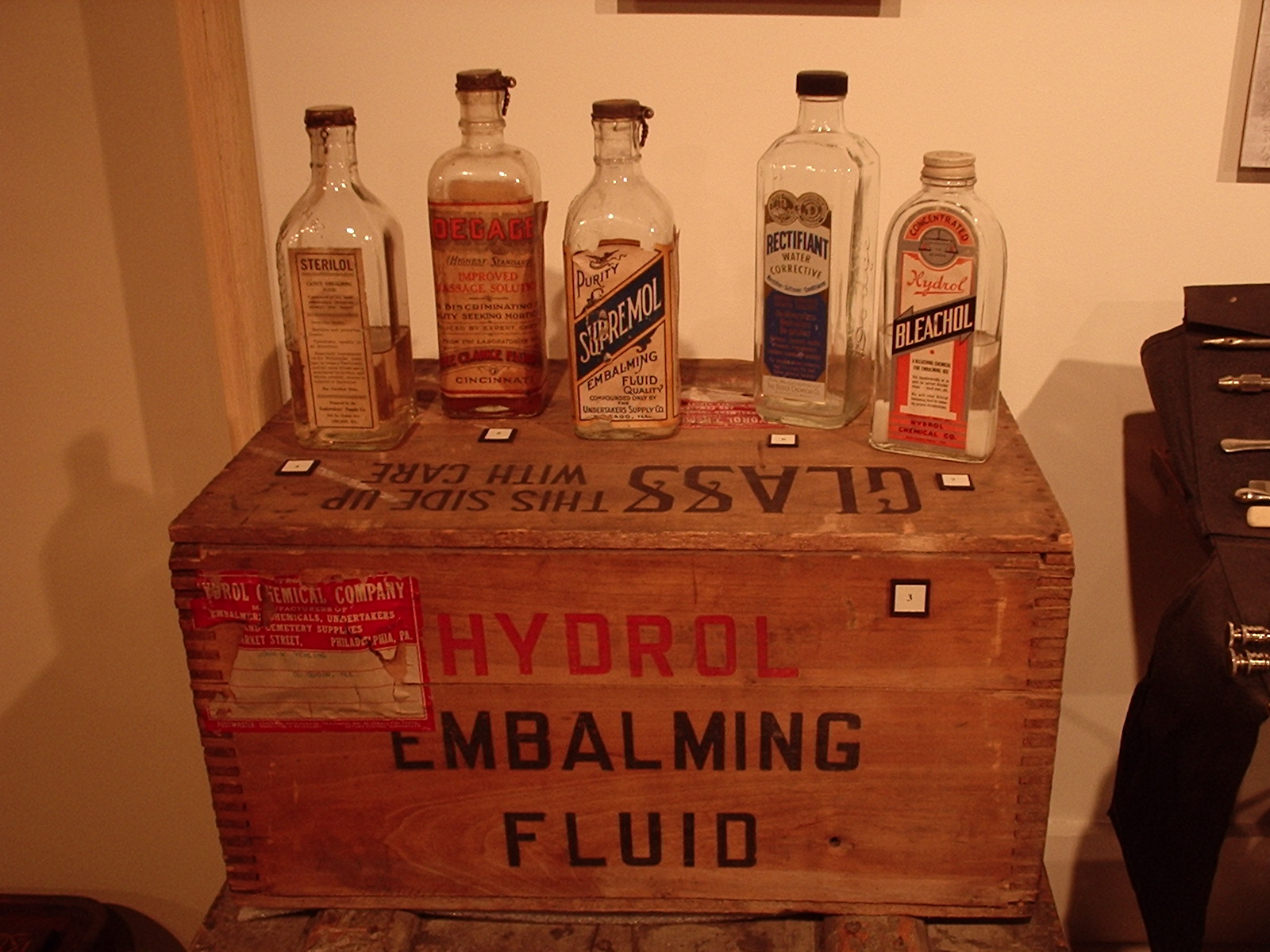
Balsamierungsmittel

Die Sammlung umfasste die Nachbildung eines Einbalsamierungsraumes aus den 1920er Jahren, Särge und Bestattungsutensilien aus verschiedenen Epochen, Post-mortem-Fotografien und ein Modell des Beerdigungszugs Abraham Lincolns.
Das Museum veranstaltete Führungen und Sonderveranstaltungen und stellte Ressourcen zur Erforschung der Bestattungskultur. Ein Souvenirladen war vorgesehen. Aber das Museum wurde im März 2009 geschlossen. Der Bestand des Museums wurde im Februar 2011 ins Kibbe Hancock Heritage Museum in Carthage, Illinois gebracht.